# Рат у Дарфуру
Рат у Дарфуру је грађански рат у Дарфуру, западној покрајини Судана, од 2003. године. За разлику од Другог суданског грађанског рата, који је био религијски рат, ово је био етнички сукоб. Не-арапско, црначко муслиманско становништво Дарфура - Фур, Загава и Масалит - побунило се против репресије арапске, такође муслиманске владе у Судану и захтевало независност. Покрет за правду и једнакост (ППЈ) и Национални фронт искупљења (НФИ) покренули су оружани сукоб против владе. Џанџавиди, окрутни милитанти састављени већином од Арапа из северне регије Ризеигат, починили су притом велике злочине против грађана Дарфура. Велик део међународне заједнице окарактерисао је те злочине милитантних Арапа као чин геноцида. Иако према извештају УН-а из 2005. ти „злочини нису били геноцид“, Међународни суд (МС (УН)) је свеједно у јулу 2008. оптужио суданскога председника Омара ел Башира за геноцид и злочин против човечности.
У сукобу је погинуло најмање 178.000 људи, те је проузрочио 2,7 милиона избеглица.

## Хронологија

### 2003.
У фебруару 2003, Судански покрет ослобођења (СПО) и Покрет за правду и једнакост (ППЈ) појавили су се у Дарфуру и напали владине трупе. СПО и ППЈ су објавили да су напади били облик протеста против неуспеха владе Судана у очувању становника села од напада номадских група, те економског запуштања регије. Након првобитних назнака да је влада одлучила мирно решити проблем, на крају је ипак одлучила да употреби силу, већ од марта. То је био почетак сукоба.

### 2004.
Афричка унија је у јулу започела своју посматрачку мисију, АМИС, у Дарфуру. Покушала је да обезбеди мир за цивиле и доносиоце хуманитарне помоћи. Међутим, АМИС је имао снагу мање од 7.000 војника те је био лагано наоружан, чиме није могао да оствари те циљеве.
Дана 18. септембра, Веће безбедности је изгласало резолуцију 1564, која је основала повереништво за процену сукоба у Дарфуру. Чад је успео да придобије суданску владу и две побуњеничке групе, СПО и ППЈ, што је довело до примирја 8. априла. И Афричка је унија потписала примирје. Међутим, напади Џанџавида и побуњеника су се наставили независно о примирју.

### 2005.
У јануару, повереништво је објавило добро документован извештај према којем је у Дарфуру било 1,6 милиона расељених особа а отприлике 200.000 избеглица је побегло у Чад. Према извештају, владине снаге и милитанти су починили далекосежне ратне злочине, међу којима су убиства, мучење, силовање, масовна стрељања те незаконито затварање. Утврђено је да су Џанџавиди деловали уз логистичку потпору владе Судана.

### 2006.
Потписан је дарфурски мировни споразум између владе Судана и побуњеника - СПО и фракција Мини Минави (ММ). Међутим, од тада је само неколицина наоружаних фракција такође потписала мировни споразум. Контрола неких владиних подручја Дарфура предани су СПО-у и ММ-у. 31. августа, Веће безбедности одобрило је резолуцију о слању нових мировних снага у Дарфур, међутим суданска влада је то одбила.

### 2007.
Међународни суд је оптужио двојицу Суданаца - Ахмеда Харуна, министра хуманитарних послова, и Алија Кушајбија, вођу милитаната - због 51 оптужбе за злочине против човечности у Дарфуру.
Влада је одбила да сарађује тако да су њих двојица остали слободни. Дана 31. јула, Веће безбедности је једногласно одобрило резолуцију 1769 која одобрава слање 26.000 припадника мировних снага у мировну мисију у Дарфур (УНАМИД).

### 2008.
Побуњеници Дарфура су 10. маја покренули напад на главни град, Картум, што је узроковало даљу нестабилност у регији. Суданска влада наставила је с ваздушним и копненим нападима на њих, без икаквог обзира на цивиле. У јулу, судански председник ел Башир је оптужен од ИЦЈ-а због „омогућавања масакра у Дарфуру“. У октобру, суданска влада ухапсила је Алија Кушајбија, али га није изручила ИЦЈ-у него је одлучила сама да изведе суђење због могућих злочина.

### 2009.
Ел Башир путује по афричким државама како би показао да му међународна заједница не може ништа. Једино су Чад и Боцвана објавиле да ће га ухапсити ступи ли на њихову територију. Судан је оптужио Чад за помагање побуњеника.

### 2010.
Дана 23. фебруара, након дуготрајних преговора, потписан је мировни споразум. СПО је пак одбио споразум све док се не разоружају милитанти суданске владе.